# Hawkridge
Hawkridge – wieś w Anglii, w Somerset. W 1931 roku civil parish liczyła 68 mieszkańców.